# Campeonato Suíço de Voleibol Masculino - Série A
O Campeonato Suíço de Voleibol Masculino - Série A é a principal competição de clubes de voleibol masculino da Suíça.O torneio das duas primeiras divisões (A e B) é organizado pela Swiss Volleyao longo das temporadas variou o número de participantes.

## Histórico

### Série A
A Série A na variante masculina é realizada desde 1957:

### Divisões inferiores
As divisões inferiores são: Primeira e Segunda Ligas, ocorrendo o confronto entre ambas para acesso a Série B.